# Deutsche Beachhandball-Nationalmannschaft der Juniorinnen
Die deutsche Beachhandball-Nationalmannschaft der Juniorinnen repräsentiert den Deutschen Handballbund (DHB) als Auswahlmannschaft auf internationaler Ebene bei Länderspielen im Beachhandball gegen Mannschaften anderer nationaler Verbände. Den Kader nominiert der Bundestrainer.
Die U-Nationalteams fungieren als Unterbau der A-Nationalmannschaft. Das männliche Pendant ist die deutsche Beachhandball-Nationalmannschaft der Junioren. Bis einschließlich 2021 wurde jeweils eine Nationalmannschaft in der Altersklasse der jeweiligen Europameisterschaften geführt. Seit 2022, wo es Wettbewerbe verschiedener Altersklassen bei den Nachwuchs-Europa- und Nachwuchs-Weltmeisterschaften gab, führt der DFB eine jüngere und eine ältere Nachwuchs-Nationalmannschaft mit einem voneinander verschiedenen Betreuerstab.

## Geschichte

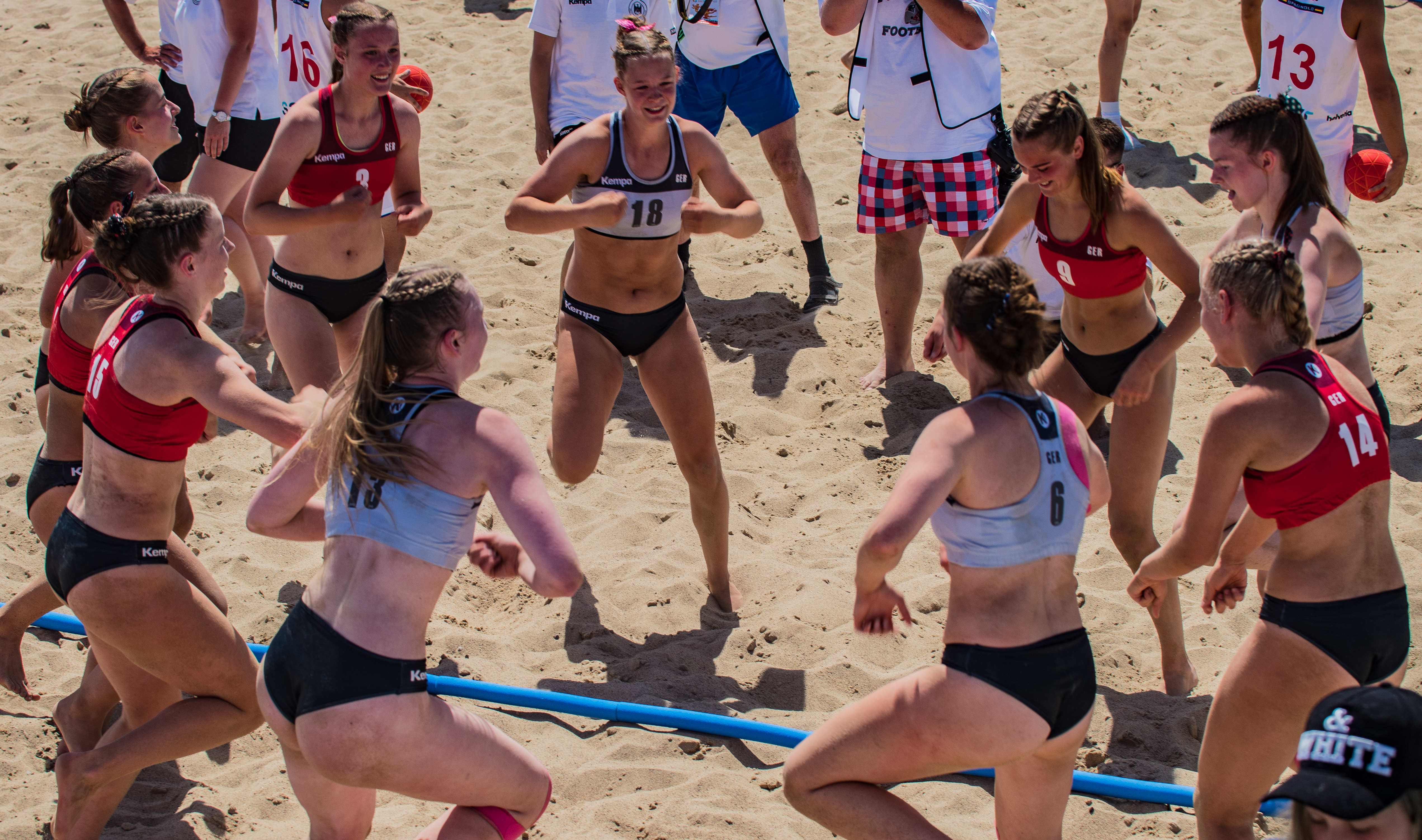
Die deutsche Mannschaft feiert den Gewinn der Bronzemedaille bei der U-17-EM 2019

Nach den Europameisterschaften 2007 löste der DHB seine Nationalmannschaft auf und nahm ein Dutzend Jahre nicht mehr an internationalen Wettbewerben teil. Somit wurde zu den ersten internationalen Nachwuchs-Meisterschaften, den Junioren-Europameisterschaften 2008 in Nagyatád auch keine deutsche Mannschaft entsandt. Erst zu den Junioren-Europameisterschaften 2015 wurde erstmals eine Mannschaft entsandt. Damit nahm bei den ersten fünf Austragungen keine deutsche Mannschaft teil.
Das Debüt bei der EM 2015 (U 19) in verlief überaus positiv. Die Mannschaft erreichte das Halbfinale und gewann am Ende die Bronzemedaille. Nachdem es 2016 (U 16) in Nazaré mit einer deutlich jüngeren Mannschaft nicht ganz so erfolgreich lief und mit Rang acht das bislang schwächste Ergebnis bei einer kontinentalen Meisterschaft belegt wurde, folgte eine Serie von drei Gewinnen der Bronzemedaille in Folge: 2017 (U 17) am Jarun-See in Zagreb, 2018 (U 18) in Ulcinj und 2019 (U 17) in Stare Jabłonki. Gegner um die Medaillen waren im Allgemeinen die Mannschaften aus Ungarn, den Niederlanden, Spanien und Portugal. Das schwache Abschneiden ausgerechnet 2016 verhinderte eine Qualifikation für die Junioren-Weltmeisterschaften 2017 in Flic-en-Flac auf Mauritius und damit auch für die Olympischen Jugendspiele 2018 in Buenos Aires, wo Beachhandball das erste Mal olympisch war.
Nachdem die Junioren-EM 2020 (U 16) in Silvi Marina der COVID-19-Pandemie zum Opfer gefallen war, begann in Warna wieder die jährliche Austragung der Junioren-Wettbewerbe (U 17). Das vierte Mal in Folge erreichte die deutsche Mannschaft das Halbfinale, verpasste dieses Mal aber gegen Spanien den Gewinn der Bronzemedaille. Dennoch gelang mit Rang vier die erstmalige Qualifikation für die Junioren-Weltmeisterschaften (U 18) in Iraklio auf Kreta. Mit Rang sieben konnte die DHB-Mannschaft in Griechenland nicht die selbst gesteckten Ziele erreichen. Wenig später trat eine neu zusammengestellte, jüngere Nationalmannschaft in Prag bei den Junioren-Europameisterschaften 2022 (U 16) an. Das erste Mal seit 2016 wurde das Halbfinale verpasst, die deutsche Mannschaft wurde am Ende Fünfte.
2019 und 2021 gewann die deutsche Mannschaft die jeweilige Fair-Play-Wertung der Nachwuchs-EM.

### Persönliche Auszeichnungen
- JEM 2015: beste Torhüterin – Magdalena Frey
- JEM 2021: wertvollste Spielerin – Michelle Köbrich[2]
- JWM 2022: beste Linienspielerin (Pivot) – Carolin Hübner

## Teilnahmen
| Olympische Jugendspiele - 2018 (U 18): nicht qualifiziert - 2026 (U 18): Junioren-Weltmeisterschaften - 2017 (U 17): nicht qualifiziert - 2022 (U 18): 7. | Europameisterschaften - 2008 (U 18): keine Teilnahme - 2011 (U 19): keine Teilnahme - 2012 (U 18): keine Teilnahme - 2013 (U 19): keine Teilnahme - 2014 (U 18): keine Teilnahme - 2015 (U 19): 3. - 2016 (U 16): 8. - 2017 (U 17): 3. - 2018 (U 18): 3. - 2019 (U 17): 3. - 2020 (U 16): ausgefallen - 2021 (U 17): 4. - 2022 (U 16): 5. - 2023 (U 17): |

- JEM 2015 (U 19): Lisa Borutta • Alicia Burgert • Dana Centini • Lena Degenhardt • Anna Michelle Dürrwald • Magdalena Frey (TW) • Verena Gangus • Christine Königsmann • Melanie Leitl • Kirsten Walter[3]

- JEM 2016 (U 16): Vanessa Diercks • Jana Epple • Lisa Felsner • Finja Harms • Anja Kreitczick (TW) • Charlotte Mellin • Amelie Möllmann • Toni-Luisa Reinemann • Paula Reips • Laura Wolf[4]

- JEM 2017 (U 17): Joelle Arno (TW) • Vanessa Diercks • Jana Epple • Lena Götz • Isabel Kattner • Lena Klingler • Anja Kreitczick (TW) • Amelie Möllmann • Leonie Patorra • Paula Reips[5]

- JEM 2018 (U 18): Joelle Arno (TW) • Jana Epple • Isabel Kattner • Lena Klingler • Lucie-Marie Kretzschmar • Amelie Möllmann • Toni-Luisa Reinemann • Paula Reips • Cara Reuthal • Antinia Thurner[6]

- JEM 2019 (U 17): Anna-Lena Boulouednine • Kaja Ehrhardt • Belen Gettwart • Vanessa Heinrich • Michelle Köbrich • Greta Köster • Michelle Schäfer • Luca Schumacher • Kiara Spindler (TW) • Lucy Strauchmann[7]

- JEM 2021 (U 17): Carmen Berndt • Leni Blessing • Johanna Borrmann • Jette Dudda • Marlene Fuchs • Alina Gaugenrieder • Carolin Hübner • Laila Ihlefeld • Kristina Krecken • Emma Reinemann • Claire Ramacher • Ryleene Teodoro[8]

- JEM 2022 (U 16): Dilayla Alarslan • Runa Batista • Sophie Baur • Sarah Berlips • Paula Binder • Pauline Borrmann • Lilli Frey • Sophie Kuc • Sophia Mohr • Malu Sperling[9]

- JWM 2022 (U 18): Carmen Berndt • Johanna Borrmann • Jette Dudda • Marlene Fuchs • Alina Gaugenrieder • Carolin Hübner • Laila Ihlefeldt • Kristina Krecken • Emma Reinemann • Ryleene Teodoro[10]

- JEM 2023 (U 17): Dilayla Alarslan • Runa Batista • Sophie Baur • Pauline Borrmann • Lilli Frey • Nele Jost • Hanna Mehlhaff • Sophia Mohr • Enna Oberländer • Malu Sperling • Annika Walz[11]

## Trainer
2015–2021:
| Cheftrainer/in - 2015–2019: Alexander Novakovic - 2020: Frowin Fasold | Co-Trainer/in - 2015–2016: Manfred Königsmann - 2017–2018: Hannes Degenhardt - 2019–2021: Fernanda Rovena |

seit 2021: ältere Mannschaft
| Cheftrainer/in - seit 2022: Frowin Fasold | Co-Trainer/in - 2022: Fernanda Scovenna |

seit 2021: jüngere Mannschaft
| Cheftrainer/in - 2022: Fernanda Scovenna | Co-Trainer/in - 2022: Jessica Bregazzi |

## Aktueller Kader
U 18
- Carmen Berndt (Thüringer HC / HV Thüringen)
- Leni Blessing (Frisch Auf Göppingen / HV Württemberg)
- Johanna Borrmann (TV Weingarten / HV Württemberg)
- Jette Dudda (Thüringer HC / HV Thüringen)
- Marlene Fuchs (TV Möglingen / HV Württemberg)
- Alina Gaugenrieder (TSV Haunstetten / HV Bayern)
- Carolin Hübner** (HSG Würm-Mitte / HV Bayern)
- Laila Ihlefeldt (TV Möglingen / HV Württemberg)
- Kristina Krecken** (HSG Würm-Mitte / HV Bayern)
- Claire Ramacher (Mainz 05 / HV Rheinhessen)
- Emma Reinemann** (TV Hannover-Badenstedt / HV Niedersachsen)
- Ryleene Teodoro** (TSV Rudow / HV Berlin)

U 16
- Dilayla Alarslan** (Thüringer HC)
- Runa Batista (HSG Schwanewede/Neuenkirchen)
- Sophie Baur (HSG Würm-Mitte)
- Sarah Michelle Berlips (TuS Komet Arsten)
- Paula Binder (HSG Verden Aller)
- Pauline Borrmann (TV Weingarten)
- Lilli Frey (Buxtehuder SV)
- Yasmin Koczy (TUS Kriftel)
- Sophie Kuc (Buxtehuder SV)
- Sophia Mohr (SG Weinstadt)
- Malu Sperling (Buxtehuder SV)

- * – schon zu Lehrgängen der A-Mannschaft berufen
- ** – schon in der A-Mannschaft debütiert